# BLACK PACKAGE
BLACK PACKAGE（ブラックパッケージ）は、日本の企業・株式会社エッジのアダルトゲームブランドである。複数のサブブランドを持つ。

## 概要
ホビボックス株式会社に販売を委託しているが、2010年5月までの発売タイトルはコンテンツ・ソフト協同組合（CSA）でなくコンピューターソフトウェア倫理機構の審査を受けていた。2010年6月、CSAへ審査団体を変更すると共にCSAの審査基準に準拠した旧作のリニューアル版を順次、再発売している。
元々はゲーム業界に参入した頃の株式会社ゲオ販売のブランドで、代表作の1つである「魅惑の調書」は当時の作品である。その後、1996年に独立して有限会社エッジを設立した。製作のペースが早く、1年に複数の作品を発売することもある
事実上のKENJI氏の会社で、彼の代表作でDISCOVERYの一ブランドの時代のBLACK PACAGEから発売した「殻の中の小鳥」は秋葉原をメイドの街にしたと言われる。
KENJI氏は同時に複数の作品や会社に関与し、現在も活動中
なお、2015年以降の新作は無く、現在はBP-TRY-UNDER-COVERとして同人ベースで活動している。

## 開発ソフト
BLCKPACKAGEブランド
純愛系の作品が多い。
- 1995年12月8日 - 魅惑の調書（有限会社エッジ設立前。MS-DOS版。Windows版はGEO / DISCOVERYが発売）
- 1996年2月29日 - 殻の中の小鳥（有限会社エッジ設立前。MS-DOS版。Windows版はGEO / DISCOVERYが、続編・リメイクはSTUDiO B-ROOMが発売）
- 1996年9月13日 - Get!（MS-DOS版）
  - 1996年12月12日 - Get!（Windows版）
- 1997年2月14日 - エクドラード 〜鏡の中の王国〜（MS-DOS版）
  - 1997年4月24日 - エクドラード 〜鏡の中の王国〜（Windows版）
- 1997年7月31日 - 誓いのESSENCE
- 1997年11月14日 - RK 〜リバーシブル・カルテ〜
- 1998年5月28日 - 錬金術の娘
- 1998年12月24日 - プレシャスLOVE
- 1999年7月23日 - うつせみ 〜空蝉〜
- 2000年1月28日 - 逢魔ヶ刻の記憶
- 2000年6月23日 - チャットしようよ!
- 2000年8月25日 - 神詩
- 2001年6月15日 - コス☆パラ 〜はっぴぃコスチューム☆パラダイス〜
- 2002年12月13日 - い・け・な・い♥お仕事
- 2003年9月12日 - いけない★シャッターチャンス
- 2004年2月13日 - ハーレムDAYS
- 2004年4月9日 - スク×スク
- 2004年7月30日 - えろっ娘・ぐろぅあっぷ
- 2004年11月12日 - ひまわりヶ丘総合病院へようこそ♥
- 2004年12月10日 - Sweet and Sweet
- 2005年4月15日 - ままママ!?
- 2005年7月15日 - ぷちぷち★ご奉仕
- 2005年10月14日 - オレの巫女さま
- 2006年4月14日 - 洗濯屋しんちゃん
- 2006年7月28日 - 教えて!ブルマ先生
- 2006年10月13日 - ふたご姉 〜姉×2とのエッチな関係〜
- 2007年6月15日 - もも×もみ 〜私、癒しちゃいます〜
- 2007年11月9日 - 人妻ハーレム 〜ここは人妻楽園荘〜
- 2008年9月12日 - 6人の女教師
- 2009年2月13日 - ChuChuヘヴン
- 2009年4月10日 - 温泉姦交 湯けむり痴情
- 2009年7月10日 - ぬるぷり
- 2009年9月11日 - 淫乱OL 沢渡登喜子 〜女たちの淫靡な素顔〜

BLACK PACKAGE TRY
陵辱系専門ブランド。
- 1998年10月23日 - 魔淫の宴
  - 1999年10月22日 - 憂淫の虜 〜魔淫の宴より〜
  - 2000年9月29日 - 魔淫の宴 〜ホワイトパッケージ〜（シナリオ、音声を追加したリニューアル版）
- 1999年4月8日 - 虚像庭園 〜少女の散る場所〜
- 2000年10月27日 - 妖淫の館
- 2001年6月29日 - 姉妹教師 〜恥辱の時間割〜
- 2001年12月14日 - 白き天使達の輪舞
  - 2003年4月25日 - 白き天使達の輪舞2
- 2002年8月9日 - 凌辱の連鎖
- 2003年12月12日 - 浸蝕
- 2004年7月9日 - 聖肛女
  - 2005年7月29日 - 聖肛女DVD 〜背徳の美臀奴隷〜（シナリオを追加したリニューアル版）
  - 2007年9月14日 - 肛戒 〜魔姦の刻印〜
- 2005年2月10日 - 姦獄 〜淫辱の実験棟〜
- 2005年12月9日 - 牝畜 〜淫辱の収容所〜
- 2006年6月23日 - 恥肛母 〜穢された双臀〜
- 2007年4月13日 - 胎辱の檻
- 2008年2月15日 - 返済性奴
- 2008年7月11日 - 凌襲 〜禁忌の牝肉実験調書〜
- 2008年12月12日 - 牝奴の館
- 2009年6月12日 - ジェネクレイサー サキ
- 2009年12月11日 - くノ一 桔梗 〜幻想官能絵巻〜
- 2010年12月10日 - 聖皇女クラウディア
- 2011年6月10日 - 肛魔の巫女
- 2011年12月9日 - 淫淵の館
- 2012年6月15日 - 魔館の淫嬢
- 2012年12月14日 - くノ一菖蒲 ～艶熟精堕淫舞～
- 2013年6月28日 - エピデミック ～感染拡大～
- 2014年6月27日 - 導かれしモノ達の楽園 ～BEDLAM～
- 2015年6月26日 - Gated Community

ぴんく・ぽすと
- 2000年4月28日 - 花霞

Petit Pack
- 2001年3月9日 - コンディション・ブルー

Dark Side
村上真が原画を手がけるブランド。
- 2002年3月15日 - 秘密 〜ひみつ〜
- 2002年11月15日 - 楔 〜くさび〜
- 2003年7月25日 - 狭間の月
- 2004年6月11日 - 花園の娘
- 2005年11月11日 - 偽りの教室

BP-5800
陵辱系低価格ブランド。正式なブランド名ではなく、「BLACK PACKAGE」ブランドで発売された。
- 2003年1月31日 - 漆黒の華
- 2003年11月14日 - 紫紺の刻
- 2004年3月12日 - 黒百合の館
- 2005年6月10日 - 学園処女狩り

BLACK PACKAGE XXX
BP-5800の後継ブランド。
- 2007年2月9日 - 蹂躙 〜じゅうりん〜

## 主なスタッフ
プロデュース、メインプログラム
- KENJI - 実質上の社長。

企画、ＣＧ
- DONOVAN - 「BLACK PACKAGE TRY」で企画、ＣＧをやっている。

原画
- 大越秀武 - 「BLACK PACKAGE」のみで原画を手がけている。
- 藤原秋久 - 「BLACK PACKAGE TRY」、「BP-5800」で原画を手がけている。
- 村上真 - 主に「Dark Side」で原画を手がけているが、「ハーレムDAYS」では一部シナリオも手がけた。
- 天野雨乃 - 「BLACK PACKAGE TRY」で原画を手がけている。

サブプログラム
- thukune - サブプログラマー

シナリオ
- なかぢ
- 永沢壱朗
- 有巻洋太
- 楠ゆういち
- K-TOK
- ONE
- 華肉ざくろ
- 秋まさき